# Djamila Marek
Pour les articles homonymes, voir Marek.
Djamila Marek (en arabe : جميلة ماراك), née le 8 mai 1980 à Tizi Ouzou, est une footballeuse internationale algérienne jouant au poste d'attaquante.

## Biographie

### Carrière en club
Djamila Marek joue pour la JS Kabylie et l'ASE Alger Centre en Algérie.
Lors de la saison 2003-2004, elle remporte le Championnat d'Algérie et la Coupe d'Algérie.
Elle remporte à nouveau le doublé lors des saisons 2004-2005 (marquant un quadruplé en finale contre le CSF Oran), 2005-2006, 2006-2007, 2007-2008 et 2008-2009.
Elle est nommée meilleure joueuse de la saison 2013-2014 aux Oscars de Maracana.
En 2017, elle remporte le Soulier rose, récompensant la meilleure buteuse du Championnat d'Algérie féminin de football ; elle a inscrit 36 buts avec l'ASE Alger Centre. Elle remporte cette saison-là la Coupe de la Ligue d'Algérie féminine, marquant notamment un but en finale.
En juillet 2017, alors qu'elle est capitaine, elle prolonge son contrat d'une saison avec l'ASE Alger Centre.

### Carrière internationale
Marek est sélectionnée pour l'Algérie au niveau senior lors de trois éditions de la Coupe d'Afrique féminine des nations, en 2004, 2006 et 2018.
Elle participe aussi aux Jeux africains de 2011, marquant un doublé dans un match de phase de groupes face au Mozambique, ainsi qu'un but dans le match pour la troisième place remporté contre l'Afrique du Sud (3-0).
Elle marque notamment un but en match amical contre le Maroc à Salé le 22 octobre 2018.

## Palmarès

### En club
ASE Alger Centre
- Championnat d'Algérie : 2004[2], 2005[3], 2006[4], 2007[5], 2008[6] et 2009[7]
- Coupe d'Algérie : 2004[2], 2005[3], 2006[4], 2007[5], 2008[6] et 2009[7]
- Coupe de la Ligue d'Algérie : 2017[10]

 Nadi El Riadh
- Championnat d'Arabie saoudite de deuxième division : 2023

### En sélection
- Médaille de bronze des Jeux africains de 2011[16]

## Distinctions individuelles
- Meilleure joueuse du Championnat d'Algérie féminin de football 2013-2014 aux Oscars de Maracana[8]
- Meilleure buteuse du Championnat d'Algérie féminin de football 2016-2017 avec 36 buts[9]